# 费尔特雷
费尔特雷（義大利語：Feltre），是意大利威尼托大区贝卢诺省的一个市镇。总面积100.59平方公里，人口20783人，人口密度206.6人/平方公里（2009年）。国家统计（ISTAT）代码为025021。

## 友好城市
- 法國 塞兹河畔巴尼奥勒 1961年
- 德国布劳恩费尔斯 1999年
- 比利时埃克洛 2001年
- 英国纽伯里 2003年
- 匈牙利基什孔費萊吉哈佐 2005年
- 盧森堡Dudelange（英语：Dudelange） 2008年
- 乌拉圭科洛尼亞·德爾·沙加緬度 2010年
- 西班牙卡尔凯克森特 2013年